# Rhinopomastus
Rhinopomastus és un gènere d'ocells de la família dels fenicúlids (Phoeniculidae).

## Llista d'espècies
Aquest gènere està format per 4 espècies:
- puput arbòria negra (Rhinopomastus aterrimus).
- puput arbòria simitarra (Rhinopomastus cyanomelas).
- puput arbòria menuda (Rhinopomastus minor).
- puput arbòria capbruna (Rhinopomastus castaneiceps).